# Annibale Capalti
Annibale Capalti  (né le 21 janvier 1811 à Rome, et mort le 18 octobre 1877 à Rome) est un cardinal italien du XIXe siècle. 

## Biographie
Annibale Capalti exerce diverses fonctions au sein de la curie romaine, notamment à la congrégation des rites et à la congrégation pour la Propaganda Fide.
Le pape Pie IX le crée cardinal lors du consistoire du 13 mars 1868. Le cardinal Capalti participe au concile de Vatican I en 1869-1870. Il est préfet de la congrégation des études.

## Sources
- Fiche sur le site fiu.edu